# Wiktor Wassiljewitsch Serjogin
Wiktor Wassiljewitsch Serjogin (russisch Виктор Васильевич Серёгин; * 23. März 1944 in Tiflis, Georgische SSR, UdSSR; † 28. Januar 1992 nahe Şuşa, Republik Aserbaidschan) war ein aserbaidschanischer Pilot ukrainischer Abstammung, der im Ersten Bergkarabachkrieg starb und mit dem Titel „Nationalheld Aserbaidschans“ ausgezeichnet wurde.

## Leben
Serjogin absolvierte zunächst die Fachhochschule für Werkzeugmaschinen, später die Flugschule für zivile Luftfahrt in Krementschuk. 1968 wurde er nach Baku beordert und machte bei der staatlichen Luftfahrtbehörde im Stadtteil Zabrat eine Karriere als Hubschrauberpilot.
Mit der Zuspitzung der Auseinandersetzungen in der Region Bergkarabach kam er bei den Evakuierungsaktionen öfter zum Einsatz. Am 28. Januar 1992 geriet der von ihm gesteuerte Mil-Mi-8TW-Passagierhubschrauber unter Beschuss der armenischen Kämpfer. Die Maschine befand sich auf dem Weg von Ağdam in die von den Armeniern eingekesselte Stadt Şuşa. Beim Landeanflug nahe Şuşa wurde der Hubschrauber von einem MANPADS (Ein-Mann-Boden-Luft-Rakete) getroffen. Serjogin schaffte noch im letzten Moment den Absturz der brennenden und herunterfallenden Flugmaschine auf die Wohngebiete in Şuşa zu verhindern. Alle 41 Passagiere und 3 Besatzungsmitglieder kamen ums Leben.
Per Beschluss des Präsidenten Aserbaidschans wurde Serjogin im November 1992 posthum die höchste Auszeichnung „Nationalheld Aserbaidschans“ verliehen. Eine Straße in Baku trägt seit 1995 seinen Namen. Am Haus, in dem er lebte, wurde eine Gedenktafel angebracht.

## Sonstiges
Aufgrund des russischen Angriffskrieges gegen die Ukraine wurde die in Charkiw lebende Familie von Serjogin im April 2022 nach Aserbaidschan evakuiert.